# Träger (Maßtheorie)
Der Träger eines Maßes ist ein Begriff aus der Maßtheorie, einem Teilgebiet der Mathematik, das sich mit verallgemeinerten Volumenbegriffen beschäftigt. Ähnlich zum Träger einer Funktion in der Analysis garantiert die Kompaktheit des Trägers gewisse Eigenschaften wie beispielsweise die Integrierbarkeit stetiger Funktionen.

## Definition
Gegeben sei ein Hausdorff-Raum {\displaystyle (X,\tau )} und ein Radon-Maß {\displaystyle \mu } (im Sinne eines von innen regulären, lokal endlichen Maßes) auf {\displaystyle {\mathcal {B}}:=\sigma (\tau )}, der borelschen σ-Algebra.
Ist {\displaystyle ({\mathcal {O}}_{i})_{i\in I}} die (möglicherweise überabzählbare) Familie der offenen {\displaystyle \mu }-Nullmengen, so ist
{\displaystyle O:=\bigcup _{i\in I}O_{i}}
die bezüglich mengentheoretischer Inklusion größte offene {\displaystyle \mu }-Nullmenge. Ihr Komplement wird der Träger von {\displaystyle \mu } genannt, also
{\displaystyle \operatorname {supp} (\mu )=X\setminus O}.
Alternativ findet sich auch die Notation {\displaystyle \operatorname {Tr} (\mu )}.

## Bemerkung
Dass {\displaystyle O} wirklich eine Nullmenge ist, sieht man wie folgt ein: Ist {\displaystyle K\subset O} und kompakt, existiert per Definition der Kompaktheit eine endliche Überdeckung {\displaystyle O_{i_{k}}} von {\displaystyle K}. Also ist aufgrund der Monotonie des Maßes {\displaystyle \mu (K)\leq \sum _{k=1}^{n}\mu (O_{i_{k}})=0}. Da aber {\displaystyle \mu } von innen regulär ist, folgt {\displaystyle \mu (O)=0}.

## Eigenschaften
- Ist der Träger eines Radon-Maßes kompakt, so sind alle stetigen Funktionen {\displaystyle \mu }-integrierbar, also ist {\displaystyle C(X)\subset {\mathcal {L}}^{1}(\mu )}
- Umgekehrt ist auf einem σ-kompakten, lokalkompakten Hausdorff-Raum, bei dem {\displaystyle C(X)\subset {\mathcal {L}}^{1}(\mu )} für ein Radon-Maß {\displaystyle \mu } gilt, der Träger dieses Radon-Maßes immer kompakt.